# Hermanów (województwo łódzkie)
Hermanów – wieś w Polsce położona w województwie łódzkim, w powiecie pabianickim, w gminie Pabianice.
W latach 1975–1998 miejscowość administracyjnie należała do ówczesnego województwa łódzkiego.
Liczba ludności na rok 2011 wynosiła 393. 
Zobacz też: Hermanów